# Kalla Pasha
Joseph T. Rickard, conocido como Kalla Pasha (Detroit, Míchigan, 5 de marzo de 1879 - Talmage, California, 10 de junio de 1933), fue un luchador de lucha libre estadounidense, comediante de vodevil, y actor cinematográfico activo durante la época del cine mudo.

## Biografía
Kalla Pasha era el nombre artístico de Joseph T. Rickard, un nativo de Detroit. Fue el profesional de lucha libre Hamid Kalla Pasha, que la prensa apodó "Crazy Turk" (El Turco Loco) antes de empezar a actuar en el vodevil y apareciendo en 74 películas entre 1919 y 1931. El éxito de Rickard con Mack Sennett le permitió ser un despreocupado derrochador, reclamando más tarde que a menudo se paseaba por la ciudad con unos 150 dólares atados a su cintura. El dinero no duró sin embargo, y no mucho tiempo después fue arrestado por golpear a un hombre en la cabeza con una botella de leche durante una pelea por cinco centavos. Como resultado, Rickard fue enviado al Mendocino State Hospital para cuidado psiquiátrico, donde murió poco más de un año más tarde de una enfermedad cardíaca.

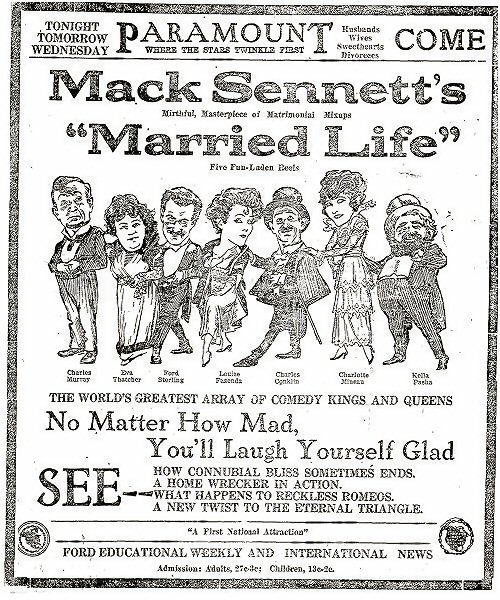
Caricatura de Pasha (extremo derecha) en un folleto promocional de Married Life (1920).

## Filmografía seleccionada
- La rosa del arroyo (1919)
- Love, Honor and Behave (1920)
- Down on the Farm (1920)
- Married Life (1920)
- A Small Town Idol (1921)
- The Dictator (1922)
- Ruggles of Red Gap (1923)
- Thirty Days (1922)
- Breaking Into Society (1923)
- A Million to Burn (1923)
- The Cat's Meow (1924)
- The Luck o' the Foolish (1924)
- His Supreme Moment (1925)
- Silken Shackles (1926)
- Don Juan's Three Nights (1926)
- When a Man Loves (1927)
- The Devil Dancer (1927)
- The Dove (1927)
- Tillie's Punctured Romance (1928)
- Los pantanos de Zanzíbar (1928)
- Seven Footprints to Satan (1929)
- The Show of Shows (1929)
- I Surrender Dear (1931)
- One More Chance (1931)